# Frijol blanco
El frijol blanco o palomito, judía blanca, poroto blanco, caraotas blancas, alubia blanca, haba blanca o perla, guisante blanco, blanquillo, pía, ibes, paimpol o grano seleccionado es una variedad de frijol (Phaseolus vulgaris) originaria de América, donde fue cultivada. Es un frijol blanco pequeño y seco que es más pequeño que muchos otros tipos de frijoles y tiene una forma ovalada, ligeramente aplanada y arriñonada, se usa en platos tales como frijoles al horno, Ibes con puerco (Península de Yucatán), e incluso en pasteles, así como en diferentes tipos de sopas como la sopa de frijol del Senado.
Las plantas de alubias que producen el frijol blanco pueden ser de tipo arbustivo o de enredadera, dependiendo de dónde sean.
Entre los diferentes tipos de frijoles blancos podemos encontrar el poroto, 'grandes del norte', frijoles de lima conocidos como "frijoles de mantequilla", 'ibes de Yucatán' y el frijol de corredor.

## Historia

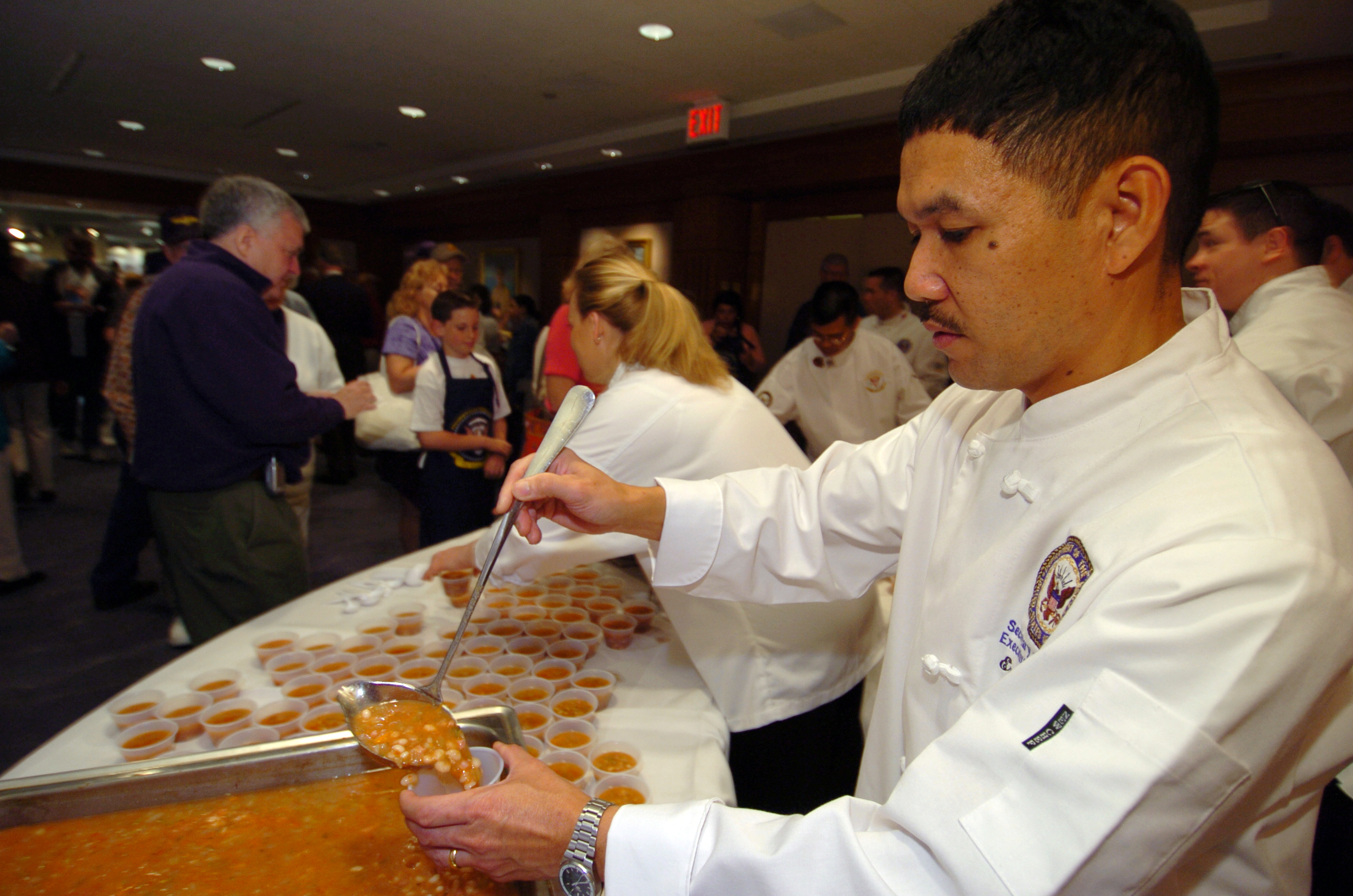
Frijoles blancos se sirven en el Memorial de la Marina

El nombre "Navy bean" es un término estadounidense acuñado porque la Armada de los Estados Unidos ha servido los frijoles como un alimento básico para sus navegantes desde mediados del siglo XIX.
En Australia, la producción de frijol blanco comenzó durante la  Segunda Guerra Mundial cuando fue necesario encontrar una forma económica de suministrar alimentos nutritivos a las numerosas tropas, especialmente a las tropas estadounidenses, con sede en Queensland. El ejército de los Estados Unidos mantuvo una gran base en Kingaroy y tuvo muchas bases y campamentos en todo el sureste de Queensland. Incentivó activamente la siembra generalizada de los frijoles. Kingaroy es conocida como la Capital de los frijoles horneados de Australia. Otro nombre popular para el frijol durante ese tiempo fue el de "frijol Yankee".

## Cultivos
El cultivo de frijol blanco incluye:
- 'Río lluvioso',[8]
- 'Robusto', resistente al virus del mosaico común (BCMV),[9] que se transmite a través de las semillas[8]
- Michelite, que desciende del 'Robusto',  pero con rendimientos más altos y mejor calidad de la semilla [12][8]
- Sanilac, el primer cultivo de frijol blanco de arbusto[8]

## Otros frijoles blancos
Entre otros frijoles blancos conocidos se encuentran:
- Cannellini (o fazolia,), una alubia de riñón blanca, una variedad popular en el centro y sur de Italia, pero desarrollada por primera vez en Argentina. Es más grandes que el frijol blanco y está estrechamente relacionado con el frijol rojo, también, tiene niveles más alto de fitohemaglutinina, la lectina tóxica.[10] Son usados en sopas de minestrone
- 'Gran norte', también llamado frijol "blanco grande", también es más grande que el frijol blanco, pero más pequeño que el cannellini, con una forma aplanada similar a la del frijol de lima. Tienen un sabor delicado.
- Los frijoles blancos grandes conocidos en Grecia como gigantes (griego: γίγαντες, gigantes) y eléfantes (griego: ελέφαντες, elefantes) provienen del frijol corredor, Phaseolus coccineus.

## Valor nutricional
Los frijoles blancos son la fuente vegetal con más fosfatidilserina (PS) conocida hasta el momento. Contiene altos niveles de apigenina, 452 ± 192 μg / kg, que varía ampliamente entre las leguminosas.
Se ha demostrado que el consumo de frijoles al horno reduce los niveles de colesterol total y el colesterol de lipoproteínas de baja densidad. Esto podría explicarse, al menos en parte, por el alto contenido de saponina en el frijol blanco. Las saponinas también exhiben actividad antibacteriana y antifúngica, y se ha encontrado que inhiben el crecimiento de células cancerígenas. Además, el frijol blanco es la fuente más rica de ácido ferúlico y ácido p-cumárico entre las variedades de frijol común.

## Almacenamiento y seguridad
Los frijoles secos y enlatados se mantienen frescos por más tiempo al almacenarlos en una despensa u otro lugar fresco y oscuro a menos de 75 °F (24 °C). Con el almacenamiento normal de semillas, pueden permanecer sin sembrarse de uno a cuatro años, desecadas pueden conservarse casi indefinidamente. Evite los frijoles que están descoloridos, ya que pueden ser el producto de mal manejo durante el secado.

## Otros proyectos
- Wikimedia Commons alberga una categoría multimedia sobre Frijol blanco.
- Portal:Gastronomía. Contenido relacionado con Gastronomía.
- Portal:Estados Unidos de América. Contenido relacionado con Estados Unidos de América.

- Datos: Q17141829
- Multimedia: Navy bean / Q17141829